# Statua Równości
Statua Równości (ang. Statue of Equality, telugu సమానత్వ విగ్రహం) – pomnik w formie statuy ku czci Ramanudźy, hinduskiego filozofa, twórcy nurtu zwanego wiśisztadwajta (trl. Viśiṣṭādvaita). Znajduje się w pobliżu Hajdarabadu, w stanie Telangana, w Indiach. Jest to obecnie najwyższy na świecie posąg siedzący. 
W 2014 r. indyjski asceta, Chinna Jeeyar był inicjatorem idei upamiętnienia 1000. rocznicy urodzin Ramanudźy przez wzniesienie imponującego pomnika ku jego chwale. Kamień węgielny położono 2 maja 2014 r. i od tego czasu trwa budowa finansowana z datków. Wykonawcą jest firma Aerosun Corporation. Posąg Ramanudźy ma 68,5 m wysokości i wykonany jest z panćaloha, stopu pięciu metali, używanego do wyrobu figur kultowych. Posąg, zbudowany na wysokiej podstawie, ma być otoczony stu ośmioma niewielkimi świątyniami.